# Barry Eisler

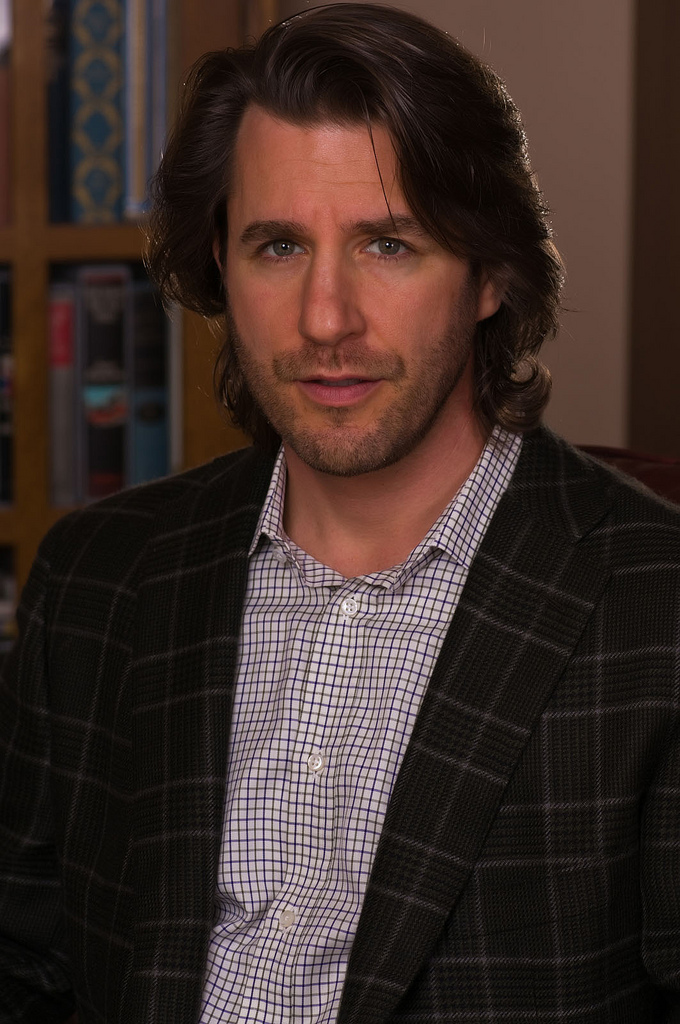
Barry Eisler (2006)

Barry Eisler (* 1964 in New Jersey) ist ein US-amerikanischer Schriftsteller. Bekannt wurde er durch eine Romanreihe um den Auftragsmörder John Rain, im Deutschen vermarktet als Tokio Killer.

## Leben
Eisler beschäftigt sich schon seit seiner Kindheit mit Kampfsportarten wie Boxen, Wrestling, Judo (er besitzt den schwarzen Gürtel), Karate und dem brasilianischen Jiu Jitsu.
Barry Eisler interessiert sich sehr für Japan, was sich auch in seinen Romanen ausdrückt, die größtenteils im asiatischen Raum spielen. Reisen nach Japan und Asien werden von ihm immer wieder unternommen.
Nachdem er 1989 seinen Abschluss an der Cornell Law School in Ithaca (New York) gemacht hatte, arbeitete Eisler drei Jahre lang für die CIA. Nach dem Erfolg seines Debüt-Romans Tokio Killer wandte er sich aber hauptberuflich dem Schreiben zu. Seine Bibliografie umfasst inzwischen eine kleine Reihe von Thrillern rund um seine Figur des Auftragskillers John Rain.
Der erste Roman wurde in Japan von Max Mannix (Drehbuchadaption und Regie) unter dem Titel Rain Fall mit Kippei Shiina als John Rain und Gary Oldman als CIA-Agent William Holtzer verfilmt, die Premiere war in Tokio am 16. April 2009. Am 25. Mai 2010 wurde der Film in den USA direkt als DVD veröffentlicht.
Derzeit lebt Barry Eisler mit seiner Familie in San Francisco.

## Werke
Einzelwerke:
- Das allwissende Auge (US: The God’s Eye View, 2016; Übers.: Peter Friedrich)

Livia-Lone-Reihe:
1. Der Schrei des toten Vogels (US: Livia Lone, 2016, Übers.: Peter Friedrich)
2. Das Fadenkreuz der Spinne (US: The Night Trade, 2018, Übers.: Peter Friedrich)
3. Alle Teufel dieser Hölle (US: All the Devils, 2019; Übers.: Peter Friedrich)

Ben-Treven-Reihe:
1. Todescode (US: Fault Line, 2009)
2. Der Zirkel der Macht (US: Inside Out, 2015; Übers.: Peter Friedrich)

John-Rain-Reihe:
1. Tokio Killer: (Rain Fall, 2002)
2. Tokio Killer: Die Rache (US: Hard Rain, 2003, UK: Blood From Blood)
3. Tokio Killer: Der Verrat (US: Rain Storm, 2004, UK: Choke Point)
4. Tokio Killer: Tödliches Gewissen (US: Killing Rain, 2005 UK: One Last Kill)
5. Tokio Killer: Riskante Rückkehr (US: The Last Assassin, 2006)
6. Tokio Killer: Letzte Vergeltung (US: Requiem for an Assassin, 2007)
7. Tokio Killer: Die Einheit (US: The Detachment, 2011; Übers.: Peter Friedrich)
8. Tokio Killer: Grab der Erinnerungen (US: Graveyard of Memories, 2014; Übers.: Peter Friedrich)
9. Tokio Killer: Zero Sum, 2017 (noch nicht auf Deutsch erschienen)
10. Tokio Killer: The Killer Collective, (Feb. 2019)

Die John-Rain-Reihe wurde 2014 nach Wunsch des Autors unter neuen Titeln veröffentlicht und wird aktuell auch auf Deutsch unter dem Reihentitel John Rain – herrenloser Samurai mit neuen Titeln neu aufgelegt:
- Sanfter Tod in Tokio, 2014 (ursprünglich Tokio Killer) (A Clean Kill in Tokyo, 2014) (Übers.: Peter Friedrich)
- Einsame Auferstehung, 2014 (ursprünglich Tokio Killer: Die Rache) (A Lonely Resurrection, 2014) (Übers.: Peter Friedrich)
- Alles für den Sieger, 2014 (ursprünglich Tokio Killer: Der Verrat) (Winner Take All, 2014) (Übers.: Peter Friedrich)

Neben der John-Rain-Reihe erschienen als Spin-offs folgende Kurzgeschichten bzw. Novellen als Kindle-Single-E-Books, in denen Figuren aus der John-Rain-Reihe auftauchen:
- Paris Is A Bitch - A Rain/Delilah Short Story, 2011
- The Lost Coast (deutsche Ausgabe), 2012 (The Lost Coast: A Larison Short Story, 2011, Übers.: Kerstin Fricke)
- Der Khmer-Job: Eine Kurzgeschichte mit Dox, 2012 (The Khmer Kill: A Dox Short Story, 2012) (Übers.: Peter Friedrich)
- Der Paradies-Trick, 2013 (London Twist: A Delilah Novella) (Übers.: Peter Friedrich)

## Auszeichnungen
- 2005: Barry Award in der Kategorie Bester Thriller für Tokio Killer: Der Verrat (Rain Storm, 2004) und für den gleichen Roman in
- 2005: den Gumshoe Awards in der Kategorie „Best Thriller“